# Nagy Ignác (író)
Nagy Ignác (Keszthely, 1810. október 7. – Pest, 1854. március 19.) magyar író, újságíró, lapszerkesztő, költő, zenekritikus, a Kisfaludy Társaság tagja és az MTA levelező tagja.
Szépírói és műfordítói tevékenysége mellett nagy jelentőséggel bírnak az általa szerkesztett irodalmi lapok és könyvsorozatok.

## Életpályája
Középiskolai tanulmányait 1819–20-ban Gyöngyösön, 1822-ig Újvidéken, azután Baján, Pécsett (ahol Garay és Frankenburg voltak iskolatársai; innét betegeskedése miatt atyja hazavitte), majd Budán folytatta tanulmányait. Neveltetése, saját nyilatkozata szerint, német volt. 1829-ben a pesti egyetemre logikusnak iratkozott be, ahol apja egy elszegényedett öreg házaspárnál, Halmyéknál vett ki számára lakást, s az ifjú beleszeretett Halmyék rendkívül szép és művelt leányába, Karolinába, s a magyar irodalomért lelkesedő magyar leány is erősen buzdította az ifjút annak megismerésére. Nagy Ignác ekkor minden addigi irodalmi kísérletét megsemmisítette, lemondott a német írói ábrándokról, és magyar író lett.

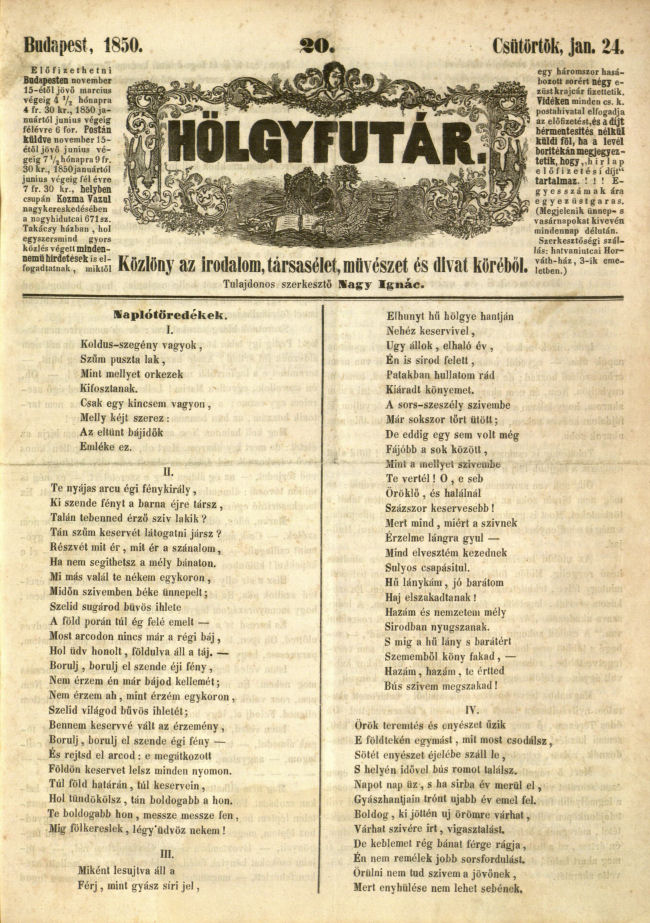
A Hölgyfutár szépirodalmi napilap címlapja 1850-ből

1831. október 10-én a királyi kamaránál lépett hivatalba mint gratuitus practicans (fizetés nélküli gyakornok). 1833-ban practicans stipendiatus (díjazott gyakornok) lett 80 forint évi ösztöndíjjal. A minősítési táblázat szerint tehetséges és szorgalmas volt; nyelvismeretei: magyar, német, latin, olasz és horvát, később a francia és angol nyelvben is tökéletesítette magát. Ekkor nőül vette Karolináját atyja tudta nélkül (atyját, amikor Pestre utazván ezt megtudta, gutaütés érte, s anélkül, hogy fiának megbocsátott volna, 1837. április 4-én meghalt). Lehet, hogy ezen családi tragédia tette olyan komollyá egész életére Nagy Ignácot, legalábbis több kortársa állítja, hogy sohasem látták mosolyogni. Hivatalában lassan haladt előre; 1835-ben accessista lett („járulnok”, mellékírnok, alsóbb rendű tisztviselő), 1838-ban pedig ingrossistának (számjegyzőnek) nevezték ki. Fizetése, mint maga mondja, 450 forint volt, és ingrossista maradt 1848-ig, amikor pénzügyminiszteri fogalmazó lett (1848 végéig).
A Magyar Tudományos Akadémia 1840. szeptember 5-én választotta levelező tagjai sorába; a Kisfaludy Társaság tagja lett 1842. január 22-én; a társaság egyszersmind segédtitkárrá és pénztárnokká is megválasztotta, mely hivatalait 1845-ig viselte. A Nemzeti Színház drámabíráló választmányának is tagja volt. 1849 elején Budán maradt, és a Pesti Hirlapnak volt levelezője, de a lapot még január végén betiltották. Ezután többnyire betegeskedve töltötte idejét, mígnem a májusi ostrom elől Soroksárra vonult, és csak októberben költözött vissza Pestre; ekkor, mint nem kompromittált egyén, hírlapkiadási engedélyért folyamodott, azt meg is nyerte, és a Hölgyfutár című szépirodalmi napilapot november 15-én meg is indította. Már ekkor ritkán hagyta el lakását, azonban míg betegsége, a hátgerincsorvadás, engedte, megszokott színházlátogatását folytatta. 
Cikkei, beszélyei, költeményei, színművei a következő hírlapokban, folyóiratokban és évkönyvekben jelentek meg: Regélő (1833–34. költemények, adoma, ballada s beszélyek); Rajzolatok (1835–36. beszélyek, humoreszkek, útirajzok és apróságok); Társalkodó (1835–37. beszélyek, humor és más cikkek, költ., 1836. szeptembertől a lap segédszerkesztője); Jelenkor (1837. A fővárosi újdonságok első rendes rovatát ő alapította meg hírlapirodalmunkban, és ő volt e lapnál a fővárosi élet első krónikása; ő mindig Széchenyi eszméinek híve volt); Hajnal (1838); Athenaeum (1838–43. beszélyek, könyvism.); Részvét Gyöngyei (1838. A hősök, ered. vígjáték 1 felvonásban, N. I. vígjátékai közt Sobri c.); Emlény (1841); Nemzeti Almanach (1841. Vendégszerep, vígjáték 1 felvonásban, 1852. A vetélytárs, ered. vígjáték 1 felvonásban); Kisfaludy-Társaság Évlapjai (IV. 1844. Az agglegény, torzkép az életből, székfoglaló); Szivárvány (1844. torzkép); Aradi Vészlapok (1844. életkép); Budapesti Híradó (1844. júliustól, mikor a lap megalakult, N. is munkatársa lett, és a fővárosi újdonságokat Budapesti Hírharang címen Q jegy alatt folytatta; eleinte minden számba írta, aztán hetenként kétszer, 1846-tól háromszor, 1847. novemberében a B. Híradó szerkesztősége az országgyűlés alatt Pozsonyban székelt, de N. Pesten maradt, és tovább írta újdonságait, 1848. márciusban írta az utolsó hírharangot); írt a Pesti Divatlapba (1844–48), az Életképekbe (1844–45, Ármány és szerelem, farsangi tréfa. 1847–48); a Honderűbe (1844, 1847), a Budapesti Divatlapba (1848); a Pesti Hírlapba (1849. január 3–23-ig tudósítások); a Hölgyfutárba (1489. beszélyke, 1851. 188–199. sz. Bizalmas jegyzetek, 258. sz. Előfizetési kiáltvány, 1854. 55. sz. Nyilatkozathoz és a Hírharang c. rovatot folyton írta); Losonczi Pönix (I. 1851. Ünneplések).

## Műfordításai
- Ruy Blas, dráma öt felvonásban Hugo Viktor után ford. Buda, 1839 (Színműtár I. 1. Ism. P. Divatlap 1846. 1. sz. Először 1845 decemberében 29. Kézirata 1839. cenzúrai példány a Magyar Nemzeti Múzeumban)
- A növendék, vígjáték négy felvonásban, Amália szász kir. hercegnő után ford. a Magyar Tudományos Társaság költségén. Buda, 1840 (először és utoljára adták a Nemzeti Színházban 1839. július 15-én) (Színműtár I. 12.)
- Születésjog. Dráma öt felvonásban, Bulwer után ford. Buda, 1841 (Színműtár II. 1.)
- Hugo Viktor, Szív és trón, dráma négy felvonásban, ford. Buda, 1841 (Színműtár II. 4. Tudor Mária c. először Budán 1836. jún. 9., 13., aug. 30., Pesten nov 4. Ism. Honművész 1836. 48., 90. sz., P. Divatlap 1846. 30. sz. Kézirata 1840. cenzúrai példány a Magyar Nemzeti Múzeumban).
- Scribe, Egy pohár víz, vígjáték öt felvonásban, ford. Buda, 1841 (Színműtár II. 9. Először 1841. máj. 16.).
- Pellico Silvio, Morus Tamás, dráma öt felvonásban, ford. Buda, 1841 (Színműtár II. 12.).
- Scribe, Láncz, vígjáték öt felvonásban, ford. N. és Vajda Péter. Buda, 1842 (Színműtár III. 33. Először adták 1842. március 5.)
- Töpfer Károly, Hagyjatok olvasnom, vígjáték egy felvonásban, R. után ford. Buda, 1841 (Színműtár III. 36. Először 1839. szept. 6.)
- Töpfer Károly, Falusi egyszerűség, vígjáték négy felvonásban, ford. a Magyar Tudós Társaság költségén. Buda, 1842 (Színműtár III. 41. Először Pesten 1839. máj. 6., 12., 28., aug. 12.)
- Bayard és Vanderburch, A párisi naplopó, vígjáték két felvonásban, ford. Dunkel szerint. Buda, 1843 (Színműtár IV. 46. Először Pesten 1839. ápr. 30., szept. 11., 1840. szept. 14.)
- Schiller Fridrik, Fiesko, szomorújáték öt felvonásban, Buda, 1843 (Színműtár IV. 50. Először Budán 1836. aug. 27., Pesten 1839. aug. 27.)
- Bayard és Théaulon, Agg színész és leánya, Both szerint ford. Buda, 1843 (Színműtár IV. 53.)
- Schneider L., Az ikrek, vígjáték négy felvonásban, ford. Buda, 1843 (Színműtár IV. 56. Először 1840 máj. 4.)
- St. Roche. Palzownő után németből ford. Pest, 1843. Négy kötet (Külföldi regénytár III–VII.)
- Soroksári János, tüneményes vígjáték két felvonásban énekkel és tánccal (előadták Budán 1835. okt. 22.; Ism. Honművész 87. sz.)
- Véletlen találkozás, vígjáték egy felvonásban, Lotz után ford.
- Mazeppa, dráma öt felvonásban Slovaczky Gyula után ford. (először a Nemzeti Színházban 1847. dec. 13. Ism. P. Divatlap 1847. 51., 52. sz.)
- Mária Magdolna, színmű, Hebbel után ford. (Pesten, 1848. augusztus 15-én adták elő; a három utóbbinak kézirata a budapesti nemzeti színház könyvtárában van)

## Művei
- Egyesüljünk, vígjáték négy felvonásban, Buda, 1839 (Színműtár I. 4.)
- Uracsok, arszlánnők : Budapesti életképek, 1840–1848. Válogatás Nagy Ignác műveiből. Bp. Magvető, 1980. Az elektronikus szövegváltozat a MEK-ben

Kéziratban: 
- Argyrus királyfi, tüneményes életkép négy rámában, előrajzzal és utóábrázolattal. Buda, 1840 (kézirata 1839. cenzúrai példány a Magyar Nemzeti Múzeumban N. I. vígjátékai közt Rontó Pál c.)
- Az életuntak, vígjáték öt felvonásban, Buda, 1840 (Eredeti játékszín 10.) REAL-EOD
- Beszélyek. Budapest, 1843. Három kötet (Nagy Ignácz munkái I–III.)
- Tisztújítás, vígjáték négy felvonásban, Budapest, 1843 (Eredeti Játékszín 11. 1842-ben a Magyar Tudományos Akadémia száz arannyal [Teleki-díj] jutalmazta. Először Pesten, a Nemzeti Színházban adták 1843. aug. 5-én, 12-szer aug 29-ig, 1849. febr. 26-ig, azután 1882. aug. 17-én. Újabb kiadása: Budapest, 1878. Olcsó Könyvtár 44. Kézirata cenzúrai példány a Magyar Nemzeti Múzeumban)
- Torzképek. Budapest, 1844. Négy kötet (Nagy Ignácz munkái IV–VII. Négy címképpel és rajzolt borítékokkal. I., II. rész 2. kiadás. Budapest, 1845. Megjelenésükkor 1844-ben már 2000 példányban terjedtek el.)
- Magyar titkok Budapest, 1844–45. Tizenkét füzetben, 12 kőnyom. képpel és rajzolt borítékokkal (ismertette a Pesti Divatlap 1845. II. 12. szám)
- Bors és paprika. Összeszitálta és kitálalta Gyömbéry Darázs Jónás. Négy tál. Budapest, 1845. Négy tál. Négy kötet (adomák)
- Hajdan és most. Budapest, 1845. Két kötet (Nagy Ignácz munkái VIII., IX. Beszélyek. Ism. Irodalmi Őr 1845. 1., 2. sz.)
- Menny és pokol. Budapest, 1846. Három füzet (Rajzolt színes borítékokkal. Ism. P. Divatlap 1845. II. 29., 30. sz.) Online
- Szúnyogok. Pest, 1848
- Nagy Ignác vígjátékai. Budapest, 1852 (Egyesüljünk! Vígjáték három felvonásban, előjátékkal, Sobri, vígjáték egy felvonásban, Rontó Pál, tüneményes életkép négy rámában, Vendégszerep, vígjáték egy felvonásban, Életuntak, vígjáték öt felvonásban, Vetélytárs; vígjáték egy felvonásban, Tisztújítás, vígjáték négy felvonásban, Ármány és szerelem, vagy vadaskerti zendülés, farsangi tréfa egy felvonásban) Online
- Mátrai rabló, dráma három felvonásban (először Budán, 1835. július 11-én adták elő, többször nem került színre. Ism. Honművész 58. sz.)
- Vasorrú bába, tünem. vígjáték három felvon., zenéje Faller Miklóstól (később Árgyrus királyfi címmel)

## Szerkesztések
Szerkesztette a Színműtárt Budán 1839–43-ig, melyből négy kötetben 56 füzet jelent meg 56 színművel; a Külföldi Regénytárt Pesten 1843–44-ig 23 kötetben; az Új Külföldi Regénytárt 1844-től 1846-ig Pesten tíz kötetben és a Hölgyfutárt 1849. november 15-étől haláláig. (Tóth Kálmánnak Huszár család c. költeménye közléséért 1850. augusztusban háromhavi börtönre ítélték, de egy hét múlva szabadon bocsátották, és lapja ismét megjelent szeptember 13-án.)